# 羽藤栄市
羽藤 栄市（はとう えいいち、1903年3月25日 - 1985年11月22日）は、日本の政治家。愛媛県副知事･衆議院議員（1期）･愛媛県今治市長（5期）などを歴任した。

## 経歴

### 生い立ち
愛媛県越智郡桜井村（現:今治市）生まれ。
逓信官吏練習所を卒業後、高等文官試験に合格し逓信省東京逓信局に勤務。青島電信局長などを務めた。1942年には南方総軍司政官に就く。1949年には初代の四国電気通信局長に就任した。

### 愛媛県政
保守分裂となった1951年愛媛県知事選挙で、日本社会党・民主党推薦の久松定武が愛媛県知事に当選すると、久松は社会党が推す羽藤を副知事に抜擢した。副知事となった羽藤は郵政研修所の誘致を実現し、松山郵政局の高松市移転の動きを抑え込んだ。
しかし、当時の愛媛県は赤字財政に苦しんでおり、白石春樹ら保守系の県議たちは、教員の待遇改善に熱心な羽藤は副知事にふさわしくないと判断し、「副知事を置かない条例」の議員提案を行った。久松は羽藤を擁護し続けたが、県議会は紛糾し、戦後初の議員懲罰まで起こった。39対13で条例は可決し、羽藤は1954年に副知事を辞職した。これ以降、久松は白石と手を組み、支持基盤を保守にシフトさせた。
1955年愛媛県知事選では、保守へ転向した久松に対抗して、社会党の推薦を受けた羽藤が立候補する。しかし、久松は「日の丸か赤旗か」と保革対決の立場を鮮明にし、羽藤は久松に完敗した。これを機に白石率いる保守派の勢いが強まり、愛媛県政における革新派は衰退していった。

### 国政
1958年2月に行われた第27回衆議院議員補欠選挙では愛媛県第2区 (中選挙区)から日本社会党公認候補として出馬し73,519票を獲得し当選を果たしたが、3ヵ月後の1958年総選挙では49,651票を獲得するも落選した。

### 今治市政
今治市長の田坂敬三郎は1962年今治市長選に3選を目指して出馬した。羽藤も民社党を中心とする革新系、自民党国会議員の井原岸高、前衆院議員の村瀬宣親、反田坂の市議たちから支持を受けて、公示直前に今治市長に政治生命をかけて立候補を表明した。羽藤の革新系・井原派・村瀬派「三派連合軍」に対抗して、田坂は衆院議員八木徹雄率いる「八木派ライン」の支持を受けていた。白石のもとで「一枚岩体制」を敷いていた県議会自民党は、村瀬派の山本博通と八木派の越智伊平が対立し、調整も失敗したため、この2人以外の県議は今治市長選に関与しないこととされた。羽藤は落選の連続で同情票を集めた結果、現職の田坂を破り今治市長に当選した。市長当選後の羽藤は、自民党友となり保守系市議の支持を得たため、1966年今治市長選では圧勝した。
1970年今治市長選は、現職の羽藤と久松・自民党県議団が推す山本博通が立候補した。保守分裂選挙となった結果、今治の自民党市議団・経済界も相分かれる混戦となった。選挙戦を優位に進めた山本は「県政直結の市政」、対する羽藤は 「市民のための市政」を掲げた。しかし、市民が県政からの市政介入に反発したこと、革新系の票が羽藤に流れたことにより羽藤が勝利した。1974年・1978年の市長選はいずれも日本共産党しか候補者を立てず、羽藤が圧勝した。こうして、羽藤は5期20年もの長きにわたって今治市長の舵を取った。
日本が高度経済成長を遂げた1960年代、羽藤は港湾・道路・校舎・下水道・公営住宅など、今治のインフラ整備を推進した。1969年には本四連絡橋公団が設置され、しまなみ海道（尾道－今治ルート）の建設も始まった。また、玉川ダムを建設し、水資源の確保にも努めた。しかし1970年代に入ると2度のオイルショックなどによって、地場のタオル産業や商店街が打撃を受けた。1979年末には今治を造船不況が襲い、波止浜造船が倒産した。
羽藤は1982年今治市長選挙で6選を目指し、立候補を表明した。これに対して自民党県議の岡島一夫も立候補し、保守分裂選挙の構図となった。自民党は調整に乗り出し、東京の自民党本部で話し合いが行われた。この時、羽藤の一本化で岡島も同意したとされるが、岡島の支持者たちは納得せず、岡島自身も降りるに降りられなくなった。結局、岡島は自民党を離党し、無所属での立候補を選択する。この結果、羽藤は党友として自民党県連の推薦を得た。さらに羽藤は衆院議員越智伊平や今治市議の3分の2、社民党今治支部の支援を受けていた。中央からも自民党幹部・竹下登や大蔵大臣渡辺美智雄らが訪れ、応援を受けた。一方、岡崎は衆院議員・森清、前今治市長・田坂、一部県議などから支持を受けていた。12年ぶりの保守分裂選挙となったが、12年前とは逆に羽藤は自民党の推薦を得て、無所属候補と戦うという構図になっていた。この時羽藤は78歳であり、高齢多選批判に晒された。さらに岡島が無所属として幅広い支持を集めた結果、羽藤は1万4000近く票差をつけて敗北した。

### 市長退任後
市長退任後の1982年には今治市から名誉市民を称号が贈られている。
1985年11月22日に肺炎によって死去した（享年82）。

## 略歴
- 1925年 - 逓信官吏練習所卒業。
- 1927年 - 高等文官試験に合格し東京逓信局に勤務。
- 1935年 - 青島電信局長に就任。
- 1938年 - 東京地方逓信局庶務課長に就任。
- 1941年 - 熊本逓信局経理部長に就任。
- 1942年 - 陸軍司政官としてシンガポールに赴任。
- 1948年 - 熊本逓信局電務部長に就任。
- 1949年 - 四国電気通信局長に就任。
- 1951年 - 愛媛県副知事に就任（1954年辞職）。
- 1958年 - 第27回衆議院議員補欠選挙に日本社会党公認候補として立候補し初当選（同年5月の第28回衆議院議員総選挙で落選）。
- 1960年 - 第29回衆議院議員総選挙に民主社会党公認で出馬するも落選。
- 1962年 - 今治市長選挙に立候補し初当選を果たす（以後5期連続当選）。
- 1977年 - 勲三等旭日中綬章受章。
- 1981年 - 今治市長選挙で新人の岡島一夫に破れ落選。
- 1982年 - 愛媛県功労賞受賞。今治名誉市民称号授称。
- 1985年11月22日 - 肺炎によって死去した（享年82）。